# Gustave de Terwangne
Gustave de Terwangne est un homme politique belge, né à Liège le 4 mars 1863 et décédé à Huy le 11 septembre 1938.

## Biographie
Firmin Eugène Gustave de Terwangne est le second fils du lieutenant-général Hyacinthe Gérard Adolphe Terwangne (1812-1894) et de Flore Bauthier (1834-date de décès inconnue). Il épouse à Huy le 31 mai 1894 Clémentine Delloye (1870-1945), fille de l'industriel Paul Delloye (1835-1883). De cette union naissent deux enfants, Jeanne (1895-1997) et Raymond (1896-1978). En 1910, il obtient pour sa famille le rétablissement de la particule "de" devant son nom. Ses enfants ont eu une nombreuse descendance.

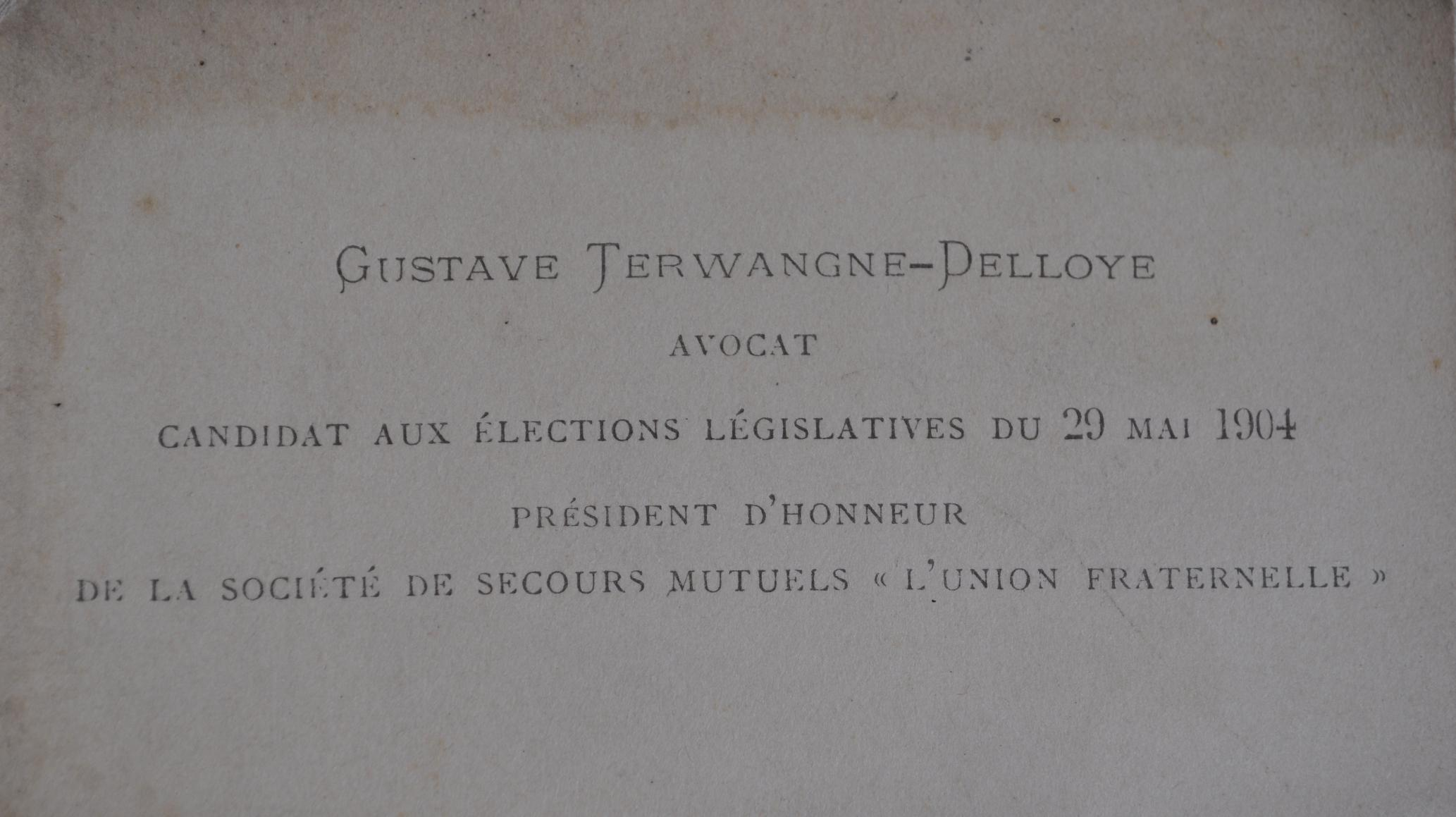
Carte de visite de Gustave de Terwangne.

Gustave Terwangne, docteur en droit, était avocat et rentier.  
Il est administrateur de la Société d'habitations ouvrières "Le crédit ouvrier" et président d'honneur de la Société de secours mutuels "L'union fraternelle".
Aux élections législatives belges de 1904, il est élu membre de la Chambre des représentants de Belgique pour le parti catholique de l'arrondissement de Huy/Waremme mais ne sera pas réélu lors des élections législatives de 1908.

## Publications
- Comment l'ouvrier deviendra propriétaire de sa maison. Étude pratique de la loi du 9 août 1889 sur les sociétés d'habitations ouvrières, Huy, A. Colin-Houbeau, 1896, 15 p. ; réédition en 1900.
- Les pensions de vieillesse par l'affiliation à la caisse de retraite de l'État. Renseignement relatifs à la Caisse de retraite et étude pratique de la loi concernant les pensions de vieillesse du 10 mai 1900, à l'usage des ouvriers, Huy, A. Colin-Houbeau, 1900, 20 p.
- Quelques considérations au sujet de la loi scolaire de 1911, Huy, 1911.